# George Alexander (Politiker, 1839)

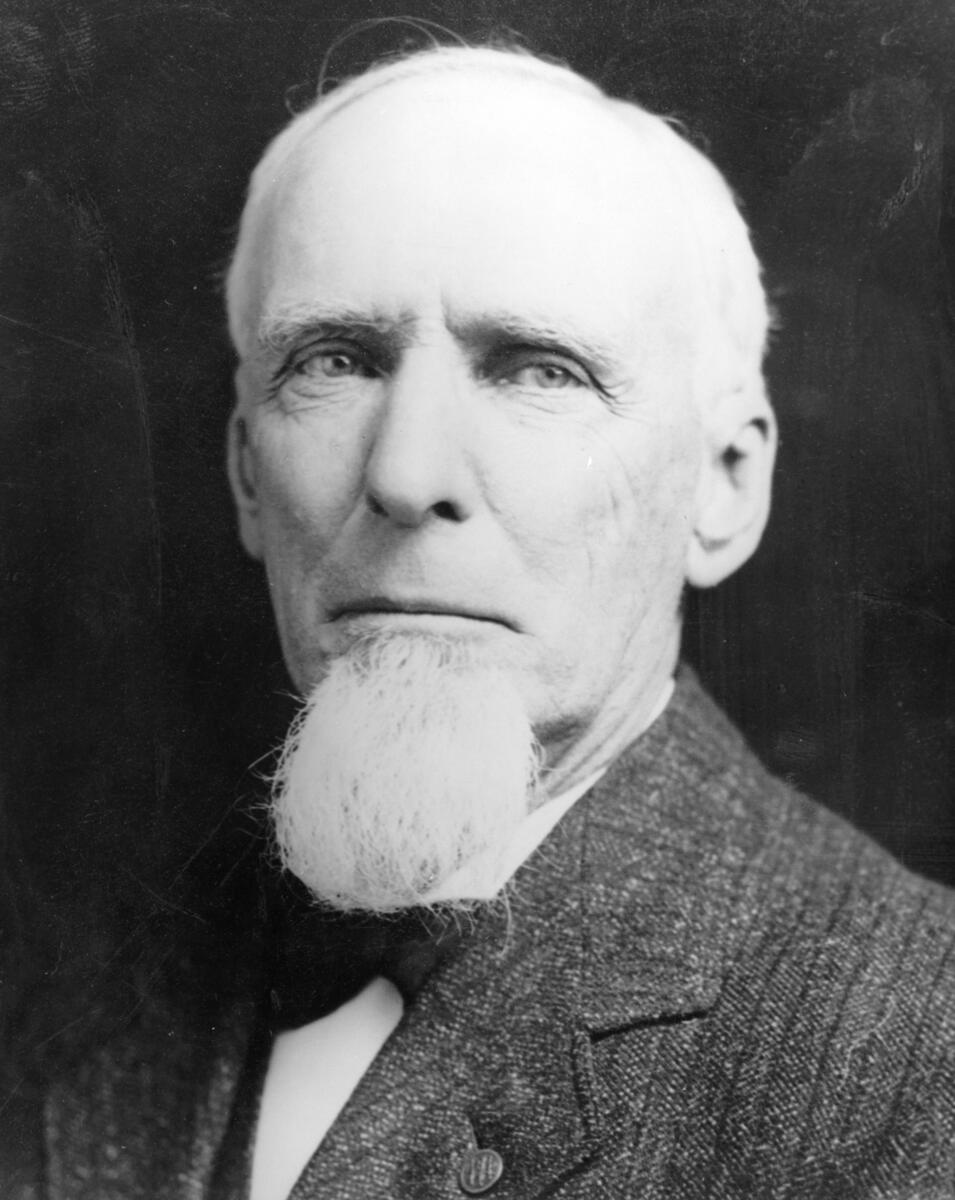
George Alexander

George Alexander (* 21. September 1839 in Glasgow, Schottland; † 2. August 1923 in Los Angeles, Kalifornien) war ein irisch-amerikanischer Politiker. Zwischen 1909 und 1913 war er Bürgermeister der Stadt Los Angeles.

## Leben
Im Alter von elf Jahren, also um das Jahr 1850, kam George Alexander mit seiner Familie in die Vereinigten Staaten, wo sie sich zunächst in Chicago niederließen. Dort arbeitete der junge Alexander als Zeitungsausträger. Im Jahr 1856 zog die Familie nach Iowa weiter. Dort heiratete er 1862 Annie Yeiser. Bald nahm er als Freiwilliger in einer Einheit aus Iowa am Bürgerkrieg teil. Nach dem Krieg arbeitete er im Getreidehandel zunächst als Angestellter einer Firma. Später gründete er sein eigenes Unternehmen in dieser Branche. Um das Jahr 1887 zog er nach Los Angeles, wo er ebenfalls in dieser Sparte tätig wurde.
Dort schlug er als Mitglied der Demokratischen Partei zudem eine politische Laufbahn ein. Ab 1892 war er in verschiedenen Stellungen für die lokalen Behörden tätig. Zwischen 1901 und 1909 gehörte er dem Bezirksrat des Los Angeles County an. Im Jahr 1909 wurde Alexander bei einer Sonderwahl zum Bürgermeister der Stadt Los Angeles gewählt. Die Wahl war notwendig geworden, weil sein Vorgänger Arthur Cyprian Harper unter Korruptionsverdacht stand und dessen Wiederwahl im Jahr 1908  nicht auf legale Weise zustande gekommen war. Alexander bekleidete sein neues Amt nach einer Wiederwahl zwischen dem 26. März 1909 und dem 1. Juli 1913. Während dieser Zeit wurde die Infrastruktur der Stadt weiter verbessert. Nach dem Ende seiner Zeit als Bürgermeister ist George Alexander politisch nicht mehr in Erscheinung getreten. Er starb am 2. August 1923 in Los Angeles. Alexander war Mitglied mehrerer Organisationen und Vereinigungen. Darunter waren die Freimaurer und die Veteranenorganisation Grand Army of the Republic.